# Ахтисаријев план
Ахтисаријев план, формално Свеобухватни приједлог рјешења статуса Косова (енгл. Comprehensive Proposal for the Kosovo Status Settlement (CSP)), било је рјешење статуса које је предложио бивши предсједник Финске Марти Ахтисари и које покрива широк спектар питања везаних за статус Косова и Метохије.
Неке од главних цјелина плана укључивале су формирање Међународне управне групе (МУГ), Међународног цивилног представника (МЦП) и Специјалног представника Европске уније (СПЕУ), кога именује Савјет Европске уније.
Почетком 2012, тадашњи предсједник Републике Србије Борис Тадић предложио је свој план у четири тачке за Косово, у суштини прерађени Ахтисаријев план.
Међународна управна група одржала је посљедњи састанак 10. септембра 2012. којим је званично окончала надзор и издала саопштење у којем наводи МУГ више не постоји као посебна и виша правна сила, а да устав Републике Косово постаје једини основ за правни оквир земље и да Косово постаје одговорно за сопствену управу.